# Alexandra Wenk

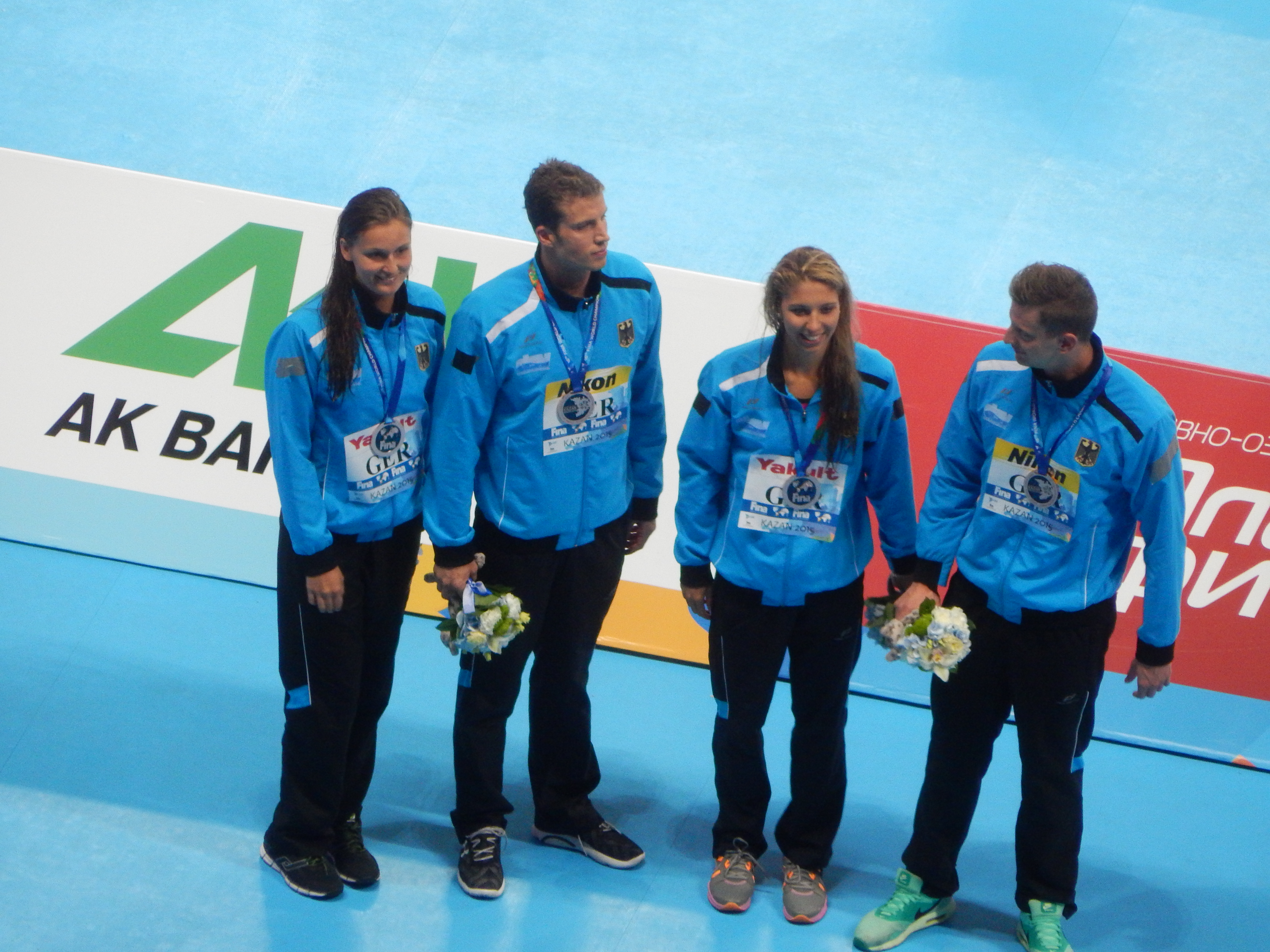
Alexandra Wenk (2. v. re.) bei der WM 2015 in Kasan

Alexandra Wenk (* 7. Februar 1995 in Alt-Perlach, München) ist eine deutsche Schwimmerin. Sie ist die amtierende deutsche Meisterin über 50 Meter und 100 Meter Schmetterling sowie mit dem Team der SG Stadtwerke München Deutsche Mannschaftsmeisterin über 4 × 100 Meter Freistil. Darüber hinaus ist sie deutsche Rekordhalterin über 100 Meter Schmetterling mit einer Zeit von 57,77 Sekunden.

## Leben
Alexandra Wenk kam durch ihre Mutter Gabriele Wenk-Baka zum Schwimmen. Mit 13 Jahren holte sie ihre erste Meisterschaft.
Ihren bislang größten internationalen Erfolg feierte Wenk bei den Europameisterschaften 2012 in Debrecen mit dem Gewinn des Europameistertitels über 4 × 100 Meter Lagen. Damit qualifizierte sie sich auch für die Olympischen Sommerspiele in London.
Bei den Weltmeisterschaften 2015 in Kasan schwamm sie im Halbfinale über 100 m Schmetterling deutschen Rekord mit 57,77 s. Dadurch zog sie das erste Mal in ein WM-Finale ein. Mit der deutschen 4 × 100-m-Lagenstaffel gewann sie die Bronzemedaille. Bei den Kurzbahneuropameisterschaften 2015 in Netanja gewann sie über 100 m Schmetterling in neuer deutscher Rekordzeit von 56,43 s die Bronzemedaille. Bei den Deutschen Meisterschaften 2016 verbesserte sie über 200 m Lagen in 2:11,41 min den fast 35 Jahre alten deutschen Rekord von Ute Geweniger, sowie über 100 m Schmetterling in 57,70 s ihren eigenen aus dem Vorjahr (bis 2023 gültig).
2009 und 2011 wurde Alexandra Wenk Nachwuchsschwimmerin des Jahres. Wenk startet aktuell für die SG Neukölln Berlin.
Seit 2024 betreibt Alexandra Wenk eine eigene Schwimmschule in München.

## Auszeichnungen & Erfolge
Erfolge
- Gold bei den Europameisterschaften 2012 in der 4 × 100-m-Lagenstaffel
- Bronze bei den Kurzbahneuropameisterschaften 2015 über 100 Meter Schmetterling
- Bronze bei den Weltmeisterschaften 2015 in der 4 × 100-m-Lagen-Mixed-Staffel
- Deutsche Meisterin 2012 über 50 und 100 Meter Schmetterling
- Deutsche Meisterin 2013 über 100 Meter Schmetterling
- Deutsche Meisterin 2015 über 50 und 100 Meter Schmetterling
- Deutsche Meisterin 2015 über 4 × 100 Meter Freistil
- Deutsche Meisterin 2016 über 100 Meter Schmetterling und 200 Meter Lagen
- Gold bei den Jugendeuropameisterschaften 2011 über 100 Meter Schmetterling
- Bronze bei den Juniorenweltmeisterschaften 2011 über 100 Meter Schmetterling
- 2 × Gold Jugendeuropameisterschaften 2010 über 4 × 100 Meter Freistil und 4-mal-100 Meter-Lagenstaffel
- 4 × Gold European Youth Olympic Festival 2009

Auszeichnungen
- 2011: Eliteschülerin des Sports München 2010
- 2012: Eliteschülerin des Sports München 2011[8]
- 2016: Bayerischer Sportpreis 2016[9]